# Pleurotomella vera
Pleurotomella vera é uma espécie de gastrópode do gênero Pleurotomella, pertencente a família Raphitomidae.